# Tatiana Constantinov
Tatiana Constantinov (n. 25 iunie 1939, Sucleia, Slobozia – d. 14 septembrie 2010) a fost o specialistă moldoveană în domeniul geografiei, care a fost aleasă ca membru titular al Academiei de Științe a Moldovei.